# Teresa Rajadell
Teresa Rajadell (Barcelona, segle xvi - 1553) fou una religiosa reformadora catalana.
Teresa Rajadell va ser monja de l'antic monestir de clarisses de Santa Clara de Barcelona, que al segle xv es va reconvertir a l'orde de Sant Benet, situat prop de la porta de Sant Daniel. Tot el que sabem de Teresa és gràcies al seu epistolari amb Ignasi de Loiola, que va conèixer entre els anys 1524 i 1526.
Ignasi va ser el seu mestre i director espiritual fins que va marxar cap a Itàlia. La primera carta que li escriu des d'aquest país és considerada una de les millors escrites per Ignasi en el tema de la direcció espiritual. Data del 18 d'abril de 1536. La història de Teresa va indissolublement lligada al seu monestir, ja que juntament amb la priora, Jerònima Oluja, i nou monges més, volia fer una reforma canònica i espiritual del monestir, perquè considerava que amb els pas de clarisses a benedictines, la comunitat s'havia relaxat molt. Es conserven cinc cartes escrites per Ignasi des dels anys 1536 a l'any 1549, set cartes escrites per Teresa des dels anys 1549 a 1552, i quatre cartes escrites conjuntament amb la priora a Ignasi i dues a Juan de Polanco, secretari de la Companyia.
És curiós que sempre fossin elles dues les signants de les cartes, o Teresa únicament, però que només es conservin dues cartes de la priora. La deficient ortografia i expressió de la cartes escrites per Jerònima ens porta a pensar que la priora feia servir a Teresa com a redactora i que Teresa s'emparava del poder de la priora. Totes les cartes informen Ignasi de les novetats del monestir, però sobretot de la necessitat de la reforma, que es veu agreujada l'any 1546 quan s'escull de manera irregular la nova abadessa, acusada de simonia, i les monges reformistes es neguen a retre-li obediència. A partir d'aquell moment encapçala Teresa una lluita escrita aferrissada per tal d'aconseguir crear una nova comunitat sota l'autoritat de la Companyia de Jesús. Ignasi s'hi nega i intervenen el rei i altres autoritats.
Les monges reformistes, entre les quals Teresa, pateixen maltractaments de la nova abadessa: no els deixa parlar amb els parents, els treu les racions de pa i aliments i les amenaça d'empresonar-les o treure-les del monestir. Així, la situació en el monestir es fa insuportable. Ignasi segueix defensant que la reforma es faci dins del monestir i Teresa segueix demanant un impossible fins que finalment l'any 1553 es posa malalta i mor.